# Reggio Calabria Challenger 1991
Il Reggio Calabria Challenger 1991 è stato un torneo di tennis facente parte della categoria ATP Challenger Series nell'ambito dell'ATP Challenger Series 1991. Il torneo si è giocato a Reggio Calabria in Italia dal 7 al 14 ottobre 1991 su campi in terra rossa.

## Vincitori

### Singolare
Lars Koslowski ha battuto in finale  Saša Hiršzon con il punteggio di 6–4, 6–2

### Doppio
Cristian Brandi /  Federico Mordegan hanno battuto in finale  Massimo Boscatto /  Eugenio Rossi con il punteggio di 7–5, 6–3